# Kambanes
Kambanes är udde i republiken Island. Den ligger i regionen i den östra delen av landet. På uddens sydvästligaste spets står den år 1922 resta fyren Kambanesviti.